# Club Atlético San Pablo
El Club Atlético San Pablo es un club deportivo argentino fundado el 11 de noviembre de 1911 en la ciudad de San Pablo, Lules, Tucumán. El club tiene como actividad principal al Fútbol pero también se practican el básquet, vóley, hockey entre otros. Esta afiliado a la Liga Tucumana de Fútbol. Actualmente participa en el Regional Amateur 2024/25, clasificado a 2a. Ronda.
Su estadio, Máximo Nougués, se ubica en la Avenida San Martín y calle 9. Sus colores son el azul y el amarillo.
Es uno de los clubes pioneros de la práctica del fútbol, en la provincia y sobre todo fuera de la Capital Tucumana. Fue cuna de cracks que brillaron en el fútbol tucumano y en el fútbol nacional.
Su clásico rival histórico es Almirante Brown, con quien disputa el Clásico de Lules.

## Historia

### Fundación y primeros pasos
El 1 de noviembre de 1911 nacía en el ámbito del Ingenio San Pablo el Club Atlético San Pablo. La historia del club está directamente relacionada con el ingenio San Pablo, José Padilla, gerente del ingenio, convocó a los empleados del ingenio como así también a gente de la zona para tratar el tema de fundar un club. Así nacería Club Atlético San Pablo con su primer presidente Baltazar Cisneros.

### Federación Tucumana y época dorada
San Pablo fue uno de los fundadores de la Federación Tucumana de Football. En 1922 logró consagrarse campeón Anual, cortando lo que podía ser el tricampeonato de Atlético Tucumán. En 1926 volvería a gritar campeón, con un gran equipo. El anual de 1928 fue el segundo conseguido por el club en 3 años, además, fue el segundo equipo más ganador de la década, solamente por detrás del Decano.

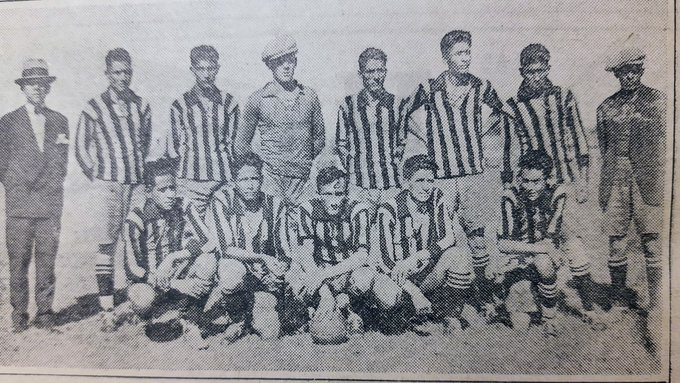
Formación de San Pablo en 1928.

### Abandono de la Federación
En 1932 abandona la Federación Tucumana y se suma a la Asociación Cultural de Football. En esta época logró títulos y logros, pero el nivel de esta asociación era menor a la anterior por lo que se retiró de la Asociación Cultural durante algunos años, con la idea de volver a la Federación Tucumana, pero no pudo lograrlo. En esta época fue cuando empezaron a crecer el resto de deportes en el club.

### Copa Provincia de Tucumán y actualidad
En el 2023 se corona campeón de la Copa Provincia de Tucumán al derrotar a La Florida en la final, organizada por la Liga Tucumana. En la actualidad San Pablo participó en varios Torneos Regionales organizados por AFA.
Plantel 2024
Maximiliano Flores, Augusto Nieva ARQ
Gastón Arraya, Leandro Cancino, Hasan Jabud, Ismael Lagarana, Daniel Contreras, Ismael Luján, Gonzalo Masmud MED
Aníbal Paz, Carlos Muro DEL
Lautaro Lobo, Enrique Paz, Kevin Nickler, Ignacio López, Pablo Lucena, Luciano Melto

## Sedes e infraestructuras
San Pablo tuvo su primera cancha dentro del predio del Ingenio San Pablo. Máximo Nougués fue muy importante para que el club llegue a tener estadio propio, es por eso que hoy en día lleva su nombre.

## Colores
Los colores del club son el azul y el amarillo, algo que se ha mantenido lo largo de los años.

## Clásico
Su clásico rival es Almirante Brown, con quien disputa el Clásico de Lules.

## Palmarés
| Torneos locales oficiales     | Torneos locales oficiales |
| Competición                   | Títulos                   |
| ----------------------------- | ------------------------- |
| Campeonato Anual (3)          | 1922, 1926, 1928.         |
| Copa Provincia de Tucumán (1) | 2023.                     |
| Honor - FTF (1)               | 1925.                     |
| Competencia - FTF (3)         | 1920, 1927 y 1929.        |